# Ernesto P. Uruchurtu

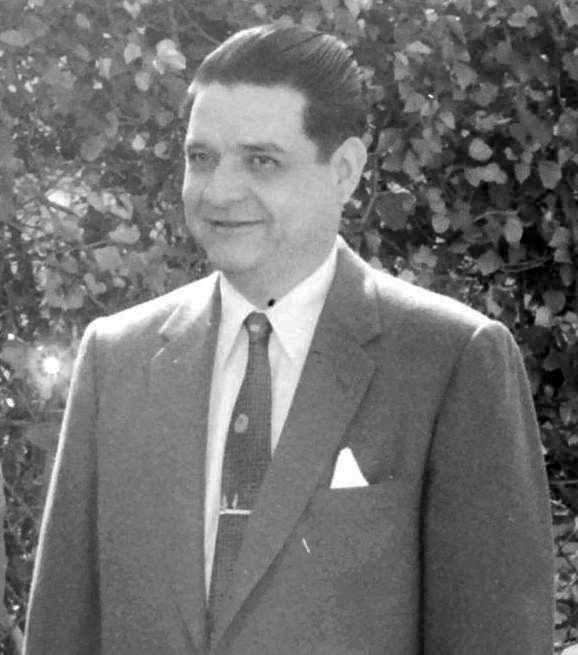
Ernesto P. Uruchurtu

Ernesto Peralta Uruchurtu (Hermosillo, 28 februari 1906 – Mexico-Stad, 8 oktober 1997) was een Mexicaans politicus.
Uruchurtu was afkomstig uit de noordwestelijke staat Sonora. Hij sloot zich aan bij de Institutioneel Revolutionaire Partij (PRI) en was minister van binnenlandse zaken onder president Miguel Alemán. In 1952 werd hij door president Adolfo Ruiz Cortines benoemd tot minister belast met het Federaal District, in de volksmond 'regent' genoemd en in de praktijk burgemeester van Mexico-Stad.
Uruchurtu vervulde die functie 14 jaar lang. Zijn optreden bezorgde hem de bijnaam de "ijzeren regent" (regente de hierro). Hij zette zich in voor het bestrijden van de prostitutie en andere zaken die hij immoreel vond. Een anekdote die kenmerkend was voor zijn bestuur stamt uit 1957. Na een opvoering van La Celestina poogde hij de auteur te laten arresteren omdat hij het stuk pornografisch vond. Het bleek echter dat La Celestina een klassiek stuk was en dat de auteur, de Spanjaard Fernando de Rojas, al 416 jaar dood was.
Tijdens zijn bestuur liet hij de infrastructuur van Mexico-Stad fors uitbreiden. Hij verlengde de Paseo de la Reforma en begon met de aanleg van de Calzada de Tlalpan en de rondweg van Mexico-Stad. Hij breidde het park van Chapultepec uit en opende het Nationaal Antropologiemuseum. Wegens zijn populariteit onder de inwoners van Mexico-Stad werd hij als kandidaat voor het presidentschap gezien, maar president Adolfo López Mateos besloot Gustavo Díaz Ordaz als kandidaat aan te wijzen.
Díaz Ordaz wees hem aan voor een derde termijn, maar op 1966 moest hij aftreden na protesten wegens de gewelddadige ontruiming van een woonwijk in het zuiden van de stad. Uruchurtu overleed in 1997.

## Trivia
Uruchurtu's oom Manuel R. Uruchurtu was om het leven gekomen bij de ondergang van de RMS Titanic.
- Gemeinsame Normdatei: 1129746224
- Virtual International Authority File: 5601149235104076690005
- WorldCat: E39PBJkhPRJfJjDhv6KbyWbyBP